# Markgraf (Schiff, 1914)
Das Schlachtschiff Markgraf war das dritte Großlinienschiff der König-Klasse, das von der Kaiserlichen Marine in Auftrag gegeben wurde.

## Geschichte
Die Markgraf lief am 4. Juni 1913 bei der A.G. Weser in Bremen vom Stapel und wurde am 1. Oktober 1914 in Dienst gestellt. In der Skagerrakschlacht vom 31. Mai bis zum 1. Juni 1916 bildete das Schiff, zusammen mit den übrigen Einheiten der König-Klasse, die 5. Division des III. Geschwaders unter dem Kommando von Konteradmiral Paul Behncke. Da die 5. Division an der Spitze der deutschen Flotte fuhr, war sie, mit Ausnahme der Schlachtkreuzer, dem feindlichen Feuer am stärksten ausgesetzt. Die Markgraf fuhr an dritter Stelle der Schlachtlinie und erhielt fünf Treffer, die elf Mann der Besatzung töteten. Sie wurde bei AG. Vulcan in Hamburg repariert und war am 20. Juli 1916 wieder einsatzklar.
Vom 11. bis 19. Oktober 1917 wurde die Markgraf, zusammen mit den anderen Schiffen der König-Klasse, vor den baltischen Inseln gegen die russische Ostseeflotte eingesetzt. Bei der Schlacht im Moonsund, in der das russische Linienschiff Slawa versenkt wurde, war die Markgraf nicht dabei. Auf dem Rückmarsch von den Baltischen Inseln erhielt sie am 29. Oktober 1917 einen Minentreffer und wurde daraufhin vom 6. bis zum 23. November in der Kaiserlichen Werft Wilhelmshaven repariert.
Die restliche Zeit des Ersten Weltkrieges lag die Markgraf, wie die meisten anderen Großkampfschiffe auch, überwiegend in Wilhelmshaven.
1918 nahm sie am letzten Vorstoß der Hochseeflotte gegen das norwegische Utsire teil. Am 30. Oktober 1918 gehörte sie zu den Schiffen, die am Kieler Matrosenaufstand beteiligt waren.

## Verbleib
Die Markgraf wurde nach dem Ersten Weltkrieg zusammen mit anderen Kriegsschiffen der Kaiserlichen Marine nach Großbritannien überführt und in Scapa Flow interniert. Als feststand, dass die Siegermächte die beschlagnahmten Schiffe nicht wieder herausgeben würden, befahl Konteradmiral Ludwig von Reuter am Morgen des 21. Juni 1919 die Selbstversenkung der Hochseeflotte.
Die Markgraf sank erst gegen 17:00 Uhr als letztes der deutschen Großkampfschiffe. Deswegen wurde sie bevorzugt Ziel der nun überstürzt herbeieilenden Briten, die sehr undiszipliniert (ohne Befehl des Admirals, der mit seinen Schlachtschiffen auf Übungsfahrt war) mit Gewehren auf die unbewaffneten Deutschen schossen. Ein britischer Bewacher versuchte die Besatzung der Markgraf durch Gewehrbeschuss an der Selbstversenkung zu hindern. Hierbei fielen neben weiteren Besatzungsmitgliedern der Kommandant, Korvettenkapitän Walther Schumann (* 1880), und Oberbootsmannsmaat Hermann Dittmann. Beide wurden auf dem Royal Naval Cemetery von Lyness beigesetzt.
Das Wrack liegt kieloben in 47 m Tiefe vor der Insel Cava auf Position 58° 53′ 30″ N, 3° 9′ 54″ W und wurde nach 1962 teilweise verschrottet.

## Kommandanten
| Oktober 1914 bis August 1915  | Kapitän zur See Hermann Nordmann-Burgau |
| August 1915 bis Oktober 1916  | Kapitän zur See Karl Seiferling         |
| Oktober 1916 bis August 1917  | Kapitän zur See Friedrich Behncke       |
| August 1917 bis November 1918 | Kapitän zur See Hermann Mörsberger      |
| November 1918 bis Juni 1919   | Korvettenkapitän Walther Schumann       |

## Bekannte Besatzungsangehörige
- Ernst Freiherr von Weizsäcker (1882–1951), Marineoffizier sowie Diplomat, Staatssekretär des Auswärtigen Amtes und Brigadeführer der Allgemeinen SS
- Karl von Kunowski (1897–1991) war 1918 Fähnrich und Wachoffizier auf der Markgraf. Er schrieb seine Erlebnisse vermutlich noch 1918 auf (siehe Zeitzeugen auf kurkuhl.de). Später wohnte er in Flintbek bei Kiel und wurde Professor an der Kieler Universität.